# Sinclairomeryx riparius
Il sinclairomerice (Sinclairomeryx riparius) è un mammifero artiodattilo estinto, appartenente ai dromomericidi. Visse nel Miocene medio (circa 17-12 milioni di anni fa) e i suoi resti fossili sono stati ritrovati in Nordamerica (Nebraska e Saskatchewan).

## Descrizione
Questo animale doveva assomigliare vagamente a un cervo o a un'antilope. Il cranio, nei maschi, era dotato di due corna allungate e dalla punta ottusa, inizialmente ricurve all'indietro ma che successivamente seguivano una curva verso l'avanti e all'infuori. Era presente una vacuità antorbitale, così come una fossa lacrimale. Le ossa nasali erano allungate e dotate (almeno nei maschi) di protuberanze appaiate. Erano inoltre presenti profondi solchi mascellari. I molari erano probabilmente dotati di una debole "Palaeomeryx fold" ed erano a corona bassa (una caratteristica più accentuata rispetto alle forme simili come Aletomeryx). Le zampe di Sinclairomeryx erano allungate ma abbastanza robuste, soprattutto rispetto a quelle di Aletomeryx. 

## Classificazione
Il primo resto fossile di questo animale, una mascella, venne scoperto nel Nebraska e descritta da Matthew nel 1924 come una nuova specie del genere Blastomeryx (B. riparius). La mascella era notevolmente più grande delle altre attribuite a Blastomeryx, e la scoperta di un cranio fossile completo portò alla descrizione del genere Sinclairomeryx nel 1937 da parte di Frick. 
Sinclairomeryx fa parte di una famiglia di artiodattili tipicamente nordamericani, i dromomericidi, dalle incerte affinità ma forse imparentati alla lontana con i cervidi. Sinclairomeryx, in particolare, era una forma piuttosto primitiva, affine all'ancor più primitivo Aletomeryx. 